# 愛新覚羅奕訢

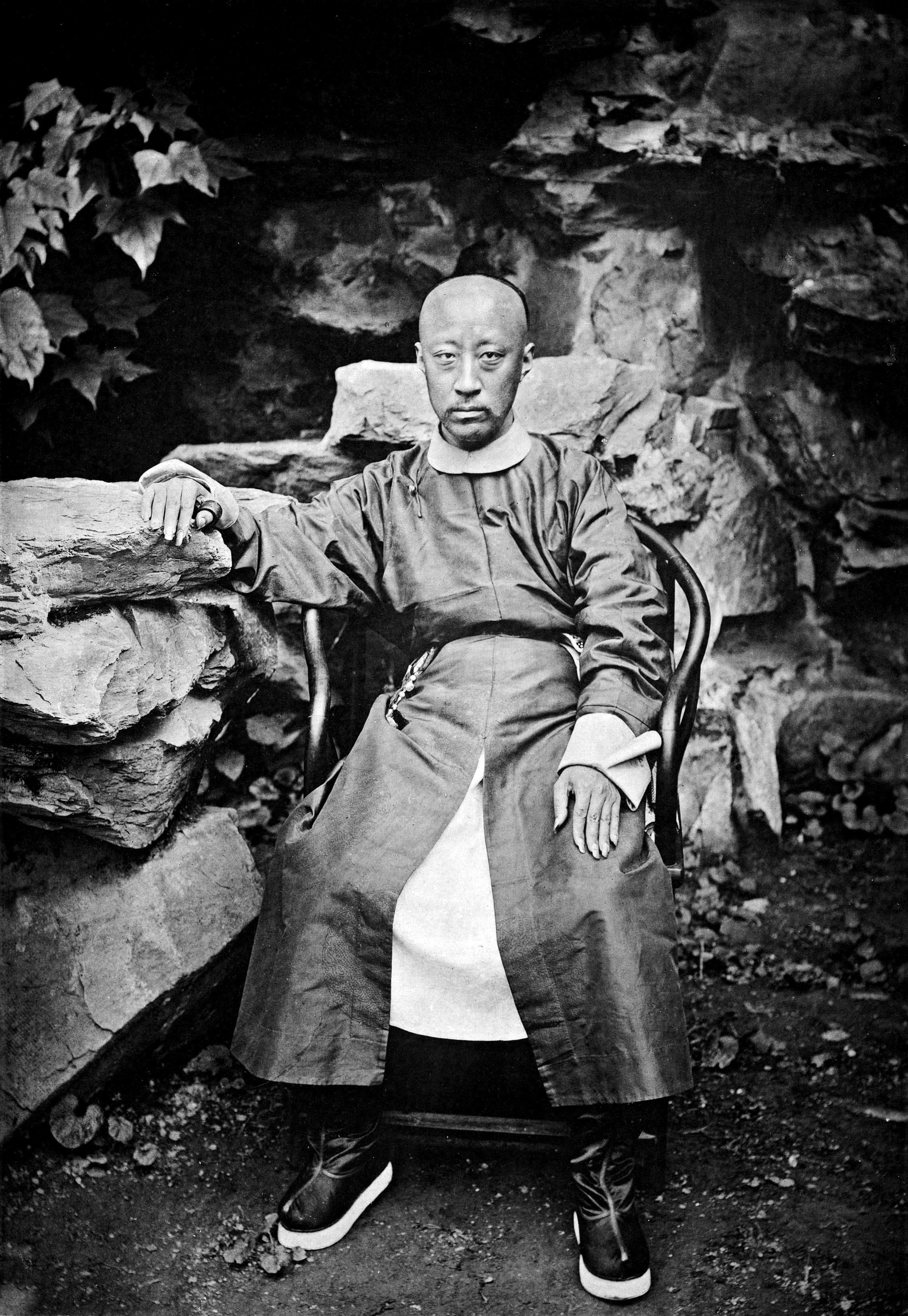
恭親王奕訢

愛新覚羅 奕訢（あいしんかくら えききん、アイシンギョロ・イヒン、満洲語：ᠠᡞᠰᡞᠨ
ᡤᡞᠣᠷᠣ
ᡞ ᡥᡞᠨ、転写：aisin-gioro i-hin、1833年1月11日（道光12年11月21日） - 1898年5月29日（光緒24年4月10日））は、清の皇族。道光帝の皇六子で母は静皇貴妃（後の孝静成皇后）。兄は咸豊帝・惇親王奕誴。弟は醇親王奕譞など。妃は桂良の娘ほか。子に載澂・載瀅。爵位は恭親王。諡は忠。英語ではPrince Gong（ゴン皇子）と呼ばれる。

## 生涯
幼い頃から聡明で、刀槍・詩歌と文武に優れ、道光帝の生前、後継者の有力候補と見られていた。しかし、道光帝は人柄を重視し皇四子の奕詝を後継者に定めた。道光30年（1850年）に奕詝が咸豊帝として即位し、奕訢は恭親王に封ぜられた。咸豊帝の治世の咸豊3年（1853年）には軍機大臣となるが、咸豊5年（1855年）に母が危篤になると兄に皇太后の称号を授けるよう懇願したため、兄の不興を被り軍機大臣を罷免された。咸豊7年（1857年）に都統に復帰、内大臣などを歴任するが、兄の存命中に重用されることはなかった。
アロー戦争中の咸豊10年（1860年）、イギリス軍が北京に迫ると、北京から熱河へ避難した兄から戦後処理を命じられ、北京条約の調印、ついで総理各国事務衙門の設立に携わった。奕訢自身は心情的には排外主義者であったとされるが、屈辱的な不平等条約の締結当事者となってしまったため、洋鬼子（西洋の化け物）とつるむ六男坊を意味する「鬼子六」というあだ名で同胞から罵られた。現代の中国語でも、「鬼子六」とは「外国の力を笠に着て、国内で自分の勢力を広げようとする売国奴的政治家」の代名詞である。
咸豊11年（1861年）の兄の死後、遺詔の内容が自身を政務の中心から遠ざけることを知ったため、西太后・東太后や弟の醇親王奕譞と結んでクーデターを起こし、怡親王載垣・鄭親王端華・粛順らを除去し、宮廷内の権力を握った（辛酉政変）。奕訢は議政王として軍機大臣に復帰し、甥の同治帝を摂政した。また曽国藩・李鴻章などの漢民族官僚を起用して洋務運動を主導し、同治中興と呼ばれる清朝の国勢の一時的復興を実現した。
しかしその立場を脅かされることが度々あり、同治4年（1865年）に讒言されて西太后が激怒し議政王の地位を剥奪され失脚、後に復帰。同治12年（1873年）に西太后が同治帝の名前で円明園の修復工事を発案すると反対したため翌同治13年（1874年）に西太后の意向で同治帝により爵位を降格させられかけた。光緒元年（1875年）に同治帝が崩御し甥の光緒帝（奕譞の子）が即位した時も政権に留まったが、光緒10年（1884年）には清仏戦争開戦に反対して居たが、戦争が勃発すると緒戦の敗北の責任を被され、西太后によって軍機大臣・総理衙門大臣を罷免された（後任はそれぞれ醇親王と又従弟の慶親王奕劻が就任した）。
光緒20年（1894年）に日清戦争が勃発すると総理衙門と総理海軍を命ぜられて外交と軍務を統括し、軍機大臣に復職して国難に当たったが為す術も無く敗戦を迎え、4年後の光緒24年（1898年）に65歳で病死した。変法運動に傾いていた光緒帝を諫め保守派と革新派の調停に当たっていたが、その死により両派の対立は表面化し戊戌の変法・戊戌の政変が引き起こされていった。
爵位は孫の溥偉が継承した。北京の観光地の1つとなっている「恭王府」は、かつての恭親王の邸宅である。かつては乾隆帝の寵臣であったヘシェンの邸宅であったことも知られる。